# Svastikasana
Svastikasana dêvanágari स्वस्तिकसन IAST svastikásana, é um termo (Sânscrito) que descreve um ásana sentado de pernas cruzadas do ioga.
Esta posição psico/física é também conhecida como posição da prosperidade[carece de fontes?].
Em sânscrito svastika é literalmente auspicioso, também é o nome da cruz gamada, antigo símbolo hindu.

## Execução do Asana
´´Exige-se a presença de um profissional da área para a realização do mesmo´´.
Sentado ao chão com as pernas cruzadas, coloque a ponta do pé esquerdo na dobra do joelho direito. Coloque o pé direito na dobra do joelho esquerdo. Este ásana é sempre feito da mesma forma para homens e mulheres, diferente dos que tem polaridade como o padmásana, siddhásana e outros.

## Galeria
- SwastikásanaSwastikásana
- Posição dos pés.Posição dos pés.

## Preparatórios para o asana
- Sarvagana
- Shalabasana

## Posições mais fáceis
- Balasana
- Baddha Konasana

## Variações
- Malasana
- Pasasana

## Posições mais avançadas
- Ustrasana
- Padmasana
- Bakasana
- Siddhasana